# Truchseß (Adelstitel)
Eine Vielzahl von deutschen Adelsfamilien führt den Namen Truchseß. In der Regel leiten alle diese Familien ihren Namen von dem Hofamt des Truchsess her.
Der Truchsess (lat. Dapifer), eigentlich Speiseträger, Vorschneider, war verantwortlich für die fürstliche Tafel und die Ernährung der Gäste und Gefolgschaft und hatte das Gebot über Mägde und Knechte. Mit der Zeit wurde das Amt eher zeremoniell und konnte (als Erzamt oder Erbamt) vererbt werden, war jedoch außerhalb von Zeremonien wie Krönungen nicht mit tatsächlicher Tätigkeit verbunden. Kaiser, Könige, Fürsten, Bistümer und Klöster hielten sich solche Amtsträger, was die große Zahl der Familien erklärt, die den Titel im Namen führen.
Die nachfolgend aufgezählten Familien führen zur Unterscheidung meist den Stammsitz oder ihre Herkunft zusätzlich hinter dem Truchseß-Titel.
Einige der genannten Familien haben den ursprünglichen Titel weiter fortgeführt, auch lange nachdem sie dieses Amt bekleideten. Weitere Familien haben ihren Familiennamen beibehalten und Truchseß nur als weiteren Namensbestandteil geführt. Bei manchen Familien wechselt mit der Zeit die Verwendung. So nutzten Mitglieder der Familie Waldburg über die Jahrhunderte den Titel Truchsess manchmal als Namensbestandteil und manchmal in ihrem Herrschaftsgebiet sogar unter Wegfall des eigentlichen Familiennamens, wenn keine Verwechslungen mit weiter entfernt lebenden Familien möglich waren.

## Liste der den Truchseßtitel als Bestandteil des Familiennamens führenden Familien
| Name                                              | Persönlichkeiten                                                  | Seitenlinien Verbreitung | Ursprünglich Gefolgschaft / Hofamt für                   | Wappen                 |
| ------------------------------------------------- | ----------------------------------------------------------------- | --- | -------------------------------------------------------- | ---------------------- |
| Truchseß von Alzey                                |                                                                   | Alzeyer Schloss | Pfalzgrafen bei Rhein                                    |                        |
| Truchseß von Baldersheim                          |                                                                   | Aub, südlicher Würzburger Raum | Haus Hohenlohe-Brauneck                                  |                        |
| Truchseß von Borna                                | siehe Truchseß von Wellerswalde                                   | |                                                          |                        |
| Truchseß von Wellerswalde                         |                                                                   | Glaubitz |                                                          |                        |
| Truchseß von Brennhausen Truchseß von Brunnhausen | siehe unter Wetzhausen                                            | Linie der Truchseß von Wetzhausen Burg Brennhausen | siehe unter Wetzhausen                                   |                        |
| Truchseß von Emmerberg                            | Friedrich IV. Truchsess von Emmerberg                             | Emmerberg | Herzogtum Steiermark                                     |                        |
| Truchseß von Diessenhofen                         |                                                                   | Diessenhofen | Grafen von Kyburg                                        |                        |
| Truchseß von Gremsdorf                            |                                                                   | Gremsdorf, Franken |                                                          |                        |
| Truchseß von Henneberg                            |                                                                   | Henneberger Land Würzburger Raum | Grafen von Henneberg                                     |                        |
| Truchseß von Höfingen                             |                                                                   | Höfingen | Grafen bzw. Herzöge von Württemberg Markgrafen von Baden |                        |
| Truchseß von Holnstein                            |                                                                   | zum Beispiel in Neukirchen bei Sulzbach-Rosenberg |                                                          |                        |
| Truchseß von Kühlental                            |                                                                   | Kühlenthal | Hochstift Augsburg                                       |                        |
| Truchseß von Pommersfelden                        |                                                                   | Pommersfelden |                                                          |                        |
| Truchseß von Rheinfelden                          | Heinrich Freiherr von Truchseß-Rheinfelden († 1812)               | zum Beispiel in Böckten |                                                          |                        |
| Truchseß von Rohrdorf                             |                                                                   | Rohrdorf |                                                          |                        |
| Truchsess von Sausenhofen                         |                                                                   | |                                                          |                        |
| Truchseß von Schlotheim                           | siehe Hauptartikel                                                | Schlotheim |                                                          |                        |
| Truchseß von Schweickershausen                    | siehe unter Wetzhausen                                            | Linie der Truchseß von Wetzhausen | siehe unter Wetzhausen                                   | siehe unter Wetzhausen |
| Truchseß von Stetten                              |                                                                   | Stetten im Remstal |                                                          |                        |
| Truchseß von Urach                                |                                                                   | Truchsesse von Ringingen; Truchsesse von Neuhausen (an der Erms) (15. Jahrhundert) |                                                          |                        |
| Truchseß von Waldburg                             | Georg III. Truchseß von Waldburg-Zeil („Bauernjörg“)              | Erbamt in Vertretung des Reichstruchsessen; Verwendung des Namensbestandteils „Truchseß“ wechselnd | Haus Waldburg                                            |                        |
| Truchseß von Wetzhausen                           | Martin Truchsess von Wetzhausen Christian Truchseß von Wetzhausen | Wetzhausen |                                                          |                        |
| Truchseß von Wilburgstetten                       | Raban Truchseß von Wilburgstetten                                 | Die Familie nannte sich zunächst Truchseß von Rechenberg (1238–1269), Truchseß von Sinbronn (1262–1270) und Truchseß von Limburg (1273 bis 1406). Aus den Truchseß von Limburg bildeten sich die Linie der Truchseß von Warberg (1331–1360), dann Truchseß von Wald (1360–1363) und die Linie der Truchseß von Wilburgstetten (1311–1405). | Grafen von Oettingen                                     |                        |

## Liste der nur zusätzlich den Erbtruchseßtitel führenden Familien
- Alben, Erbtruchseß des Stifts Salzburg
- Egkh und Hungersbach, Erbtruchseß von Krain
- Alvensleben, Erbtruchseß im Fürstentum Halberstadt
- Castell, Erbtruchseß von Würzburg
- Grävenitz, Erbtruchseß in der Kurmark
- Greiffenclau, Erbtruchseß der Erzstiftes Mainz
- Herberstein, Erbtruchsess in Kärnten
- Hoverbeck, Erbtruchsess der Kurmark Brandenburg
- Cronberg, Erbtruchseß von Mainz
- Krosigk, Erbtruchseß im Herzogtum Magdeburg
- Münchow, Erbtruchsess der Kurmark Brandenburg
- Rieneck, Erbtruchseß des Hochstift Würzburg
- Schönborn-Buchheim, Erbtruchsess von Würzburg
- Solms-Rödelheim, Erbtruchseß von Neuvorpommern
- Schönfeld, Erbtruchseß des Bistums Bamberg
- Stadion, Erbtruchseß des Stiftes Augsburg
- Stapel (nur 1444 genannt), Erbtruchsess im Hochstift Paderborn
- Stein, Erbtruchseß des Burggrafentums Nürnberg
- Waldburg, Reichs-Erbtruchseß im Heiligen Römischen Reich
- Walsee, Erbtruchsess von Steiermark